# 좌항초등학교
좌항초등학교는 대한민국 경기도 용인시 처인구에 있는 공립 초등학교이다.

## 학교 연혁
- 1946.12.11 원삼초등학교 좌항분교 설립
- 1950.02.01 좌항초등학교 개교(4학급)
- 1983.03.01 좌항초등학교 병설유치원 설립
- 1996.03.01 좌항초등학교로 개칭
- 2002.12.20 좌항초등학교 축구부 창단
- 2013.09.01 제22대 김판기 교장선생님 취임
- 2015.02.17 제64회 졸업식 (졸업생 12명, 총 졸업생 3,973명)
- 2015.03.01 학급 6학급, 특수 1학급, 유치원 1학급